# تد نش
تد نش (انگلیسی: Ted Nash؛ زادهٔ ۲۹ اکتبر ۱۹۳۹) قایقران روئینگ اهل ایالات متحده آمریکا بود.
وی در مسابقات کشوری و بین‌المللی در مجموع برندهٔ ۱ مدال طلا، ۱ مدال برنز شده‌است.